# Strollad an deskadurezh eil derez
Strollad an Deskadurezh Eil Derez (nom en breton - en français « Groupe de l'éducation secondaire ») (SADED) est une association, fondée en 1962, se proposant de créer de nouveaux mots pour la langue bretonne, dans le but de permettre un enseignement pluridisciplinaire entièrement dans cette langue (et en se passant des racines grecques et surtout des emprunts à la langue française).

## Historique
Un groupe est formé autour du psychologue Guy Étienne et de la revue Preder (« pensée ») créée en 1958,. Ce groupe forme en 1962 l'association SADED pour étendre le vocubaire breton.

## Présentation
SADED est également une école de breton par correspondance qui enseigne 12 matières en breton. Cette école a duré jusqu'en 1976 et a joué un rôle important pour la formation des professeurs de breton avant la création des écoles Diwan, justement en 1976.
Diwan, plus tard, réalisera cet enseignement, mais sans utiliser tout le vocabulaire forgé par SADED. Le vocabulaire Diwan se rapproche de celui de la plupart des autres langues d'Europe (ce n'est pas le cas de l'islandais, entre autres), « vocabulaire international », après une légère bretonnisation des formes. En principe du moins, Diwan étant multiple, et éventuellement tributaire des ouvrages proposés par les éditeurs en langue bretonne. Or le dictionnaire tout-breton de An Here notamment a une approche plus puriste qu'internationaliste.